# 波爾加·朱迪
波爾加·朱迪（匈牙利語：Polgár Judit，1976年7月23日—）是一位匈牙利的國際象棋特級大師，被認為是歷史上最強的女西洋棋士 。波爾加·朱迪在1991年12月成為西洋棋特級大師，當時她的年紀為15歲5個月。「波尔加三姐妹」之一，她的兩個姐姐波尔加·苏珊、波尔加·索非亚也都是职业国际象棋棋手。

## 生平
- 1996年1月朱迪·波爾加的国际棋联等级分达到2675，排名世界第十，这是第一次女子棋手进入世界前十。
- 2005年，等级分最高达2735，排名世界第八。
- 2014年，宣布退役。

## 外部連結
- FIDE rating card for Judit Polgár （页面存档备份，存于）
- Judit Polgár at ChessGames.com （页面存档备份，存于）
- Judit Polgar "Fan Club" - A blog devoted to J. Polgár news